# Túnel de Bono
El túnel de Bono es un túnel carretero situado en el Pirineo central en la comarca de La Ribagorza (provincia de Huesca) cerca del límite con la provincia de Lérida. Forma parte de la carretera N-230, que une la ciudad de Lérida con Viella (capital del Valle de Arán), y la frontera francesa, cerca de este túnel se encuentra el Túnel de Viella.

## Características
Se trata de un túnel monotubo de 178 metros de longitud con dos calzadas. Dispone de iluminación interior con proyectores de vapor de sodio situados en bandejas en ambos hastiales. Además, en la mitad del túnel están situados dos armarios con extintores de polvo.